# Cicadellites
Genre
Cicadellites est un genre fossile d'insectes hémiptères de la famille des Cicadellidae.

## Systématique
Le genre Cicadellites est créé par Heer en 1853.

## Liste d'espèces
Selon Paleobiology Database, le genre Cicadellites contient aujourd'hui cinq espèces européennes :
- Cicadellites bruckmanni Heer, 1853[1]
- Cicadellites nigriventris Heer, 1853[1]
- Cicadellites oblongus Heer, 1853[1]
- Cicadellites pallidus Heer, 1853[1]
- Cicadellites theobaldi Piton, 1935[3]

### Publication originale
- (de) Oswald Heer, Die Insektenfauna der Tertiärgebilde von Oeningen und von Radoboj in Croatien, coll. « Dritte Theil: Rhynchoten », 1853, 1-138 p.